# ضباط القيصرية الروسية في الجيش الأحمر

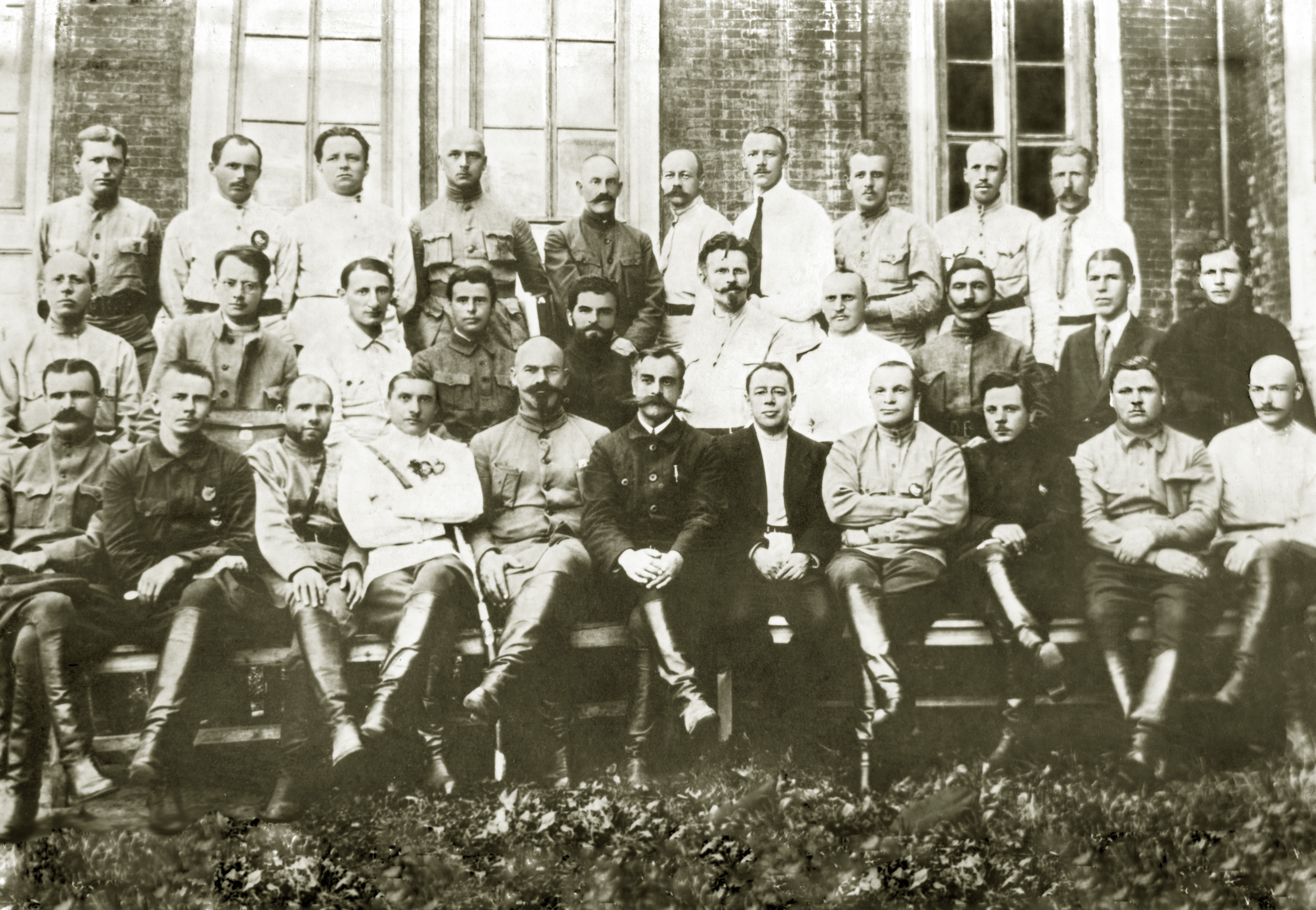
اجتماع قادة قوات الجيش الأحمر.jpg

خلال الحرب الأهلية الروسية، انضم العديد من الضباط القيصريين السابقين إلى الجيش الأحمر، إما طواعية أو بالإكراه. تشمل هذه القائمة ضباط الجيش الإمبراطوري الذين تم تكليفهم قبل عام 1917 والذين انضموا إلى البلاشفة كقادة أو متخصصين عسكريين. للاطلاع على ضباط الصف السابقين الذين تم ترقيتهم في عهد البلاشفة، انظر موستان.

## نظرة عامة
كان البلاشفة الشيوعيون الحاكمون يأملون، بعد الثورة الروسية في عام 1917، على غرار معظم الماركسيين التقليديين، في حل الجيش الإمبراطوري الروسي الدائم في إقليم روسيا القيصرية المخلوع واستبداله بنظام ميليشيات. لقد دفعهم اندلاع الحرب الأهلية إلى اختيار جيش منتظم في عام 1918 وأنشأوا الجيش الأحمر لمعارضة الحركة البيضاء المناهضة للثورة. كان للجيش الموجود سابقًا فيلق ضباط قوامه 250,000 فرد. من بين هؤلاء، تم تجنيد 75,000 في الجيش الأحمر، معظمهم يتم تجنيدهم وعدد منهم لا يدعمون الأجندة السياسية للبلاشفة. ومع ذلك، فقد انضم عدد كبير منهم بسبب الرغبة في الحفاظ على السلامة الإقليمية الروسية، كانوا يعتقدون أن البلاشفة فقط هم الذين يستطيعون الحكم بشكل فعال، ولكبح النفوذ الأجنبي في البلاد (وعدت القيادة البيضاء الحكومات الأجنبية بامتيازات خاصة بموجب وصولهم للحكم في مقابل الدعم). وعلى هذا النحو، كانت الغالبية العظمى من ضباط الجيش الأحمر قد خدموا سابقًا في الجيش الإمبراطوري، مما أثار غضب الزعماء البلاشفة الذين كانوا حريصين على تأكيد سلطتهم على القوات المسلحة. لقد أُجبروا على الاعتماد على الضباط السابقين القيصريين الذين يطلق عليهم «أخصائيون عسكريون» بسبب عجز القادة المدربين بين الثوار. وطوال الحرب، سيطر الضباط القيصريون على طاقم قيادة الجيش الأحمر، الستافكا. ومع تحذير زملائه له، فقد أثنى عليهم فلاديمير لينين لإسهاماتهم في المجهود الحربي البلشفي:
 «لقد سمعت عن سلسلة من الانتصارات الرائعة التي فاز بها الجيش الأحمر. هناك عشرات الآلاف من العقداء وضباط آخرين في صفوفه. لو لم نأخذهم في الخدمة وعملوا من أجلنا، لما تمكنا من إنشاء الجيش... فقط بمساعدة الجيش الأحمر الذي كان قادرًا على الفوز بالانتصارات التي حققها.» 
 وبعد الصراع مباشرة، شكل القياصرة السابقون غالبية أعضاء هيئة التدريس بأكاديمية الأركان العامة، وشكلوا أكثر من 90 في المائة من جميع أعضاء هيئة التدريس والإداريين في المدارس العسكرية. تم تنظيم الستافكا بطريقة تشبه إلى حد كبير سوابقها القيصرية وتم نسخ الكثير من المناهج العسكرية من أكاديمية الأركان العامة. 
قام البلاشفة بإصلاح الجيش الأحمر في منتصف العشرينات. وفي محاولة للحد من الاعتماد على القياصرة السابقين غير الموثوق بهم، قاموا بتخفيض السلك الضابط، وتعليم طلاب جدد. كان طرد ليون تروتسكي من مفوضية الدفاع مدفوعًا جزئيًا باعتماده المفرط على الضباط القيصريين. لقد قلل بديله ميخائيل فرونز عددهم في الجيش. وبحلول عام 1930، لم يكن القياصرة السابقين يمثلون سوى حوالي 10 في المائة من فيلق الضباط.

### قائمة المراجع
- Kokoshin، Andreĭ Afanasʹevich (1998). Soviet Strategic Thought, 1917-91. ميت بريس. ISBN:9780262611381. مؤرشف من الأصل في 2020-03-01. {{استشهاد بكتاب}}: الوسيط |ref=harv غير صالح (مساعدة)
- Taylor، Brian D. (2003). Politics and the Russian Army: Civil-Military Relations, 1689-2000 (ط. illustrated). مطبعة جامعة كامبريدج. ISBN:9780521016940. مؤرشف من الأصل في 2020-03-01. {{استشهاد بكتاب}}: الوسيط |ref=harv غير صالح (مساعدة)